# A Ginjinha

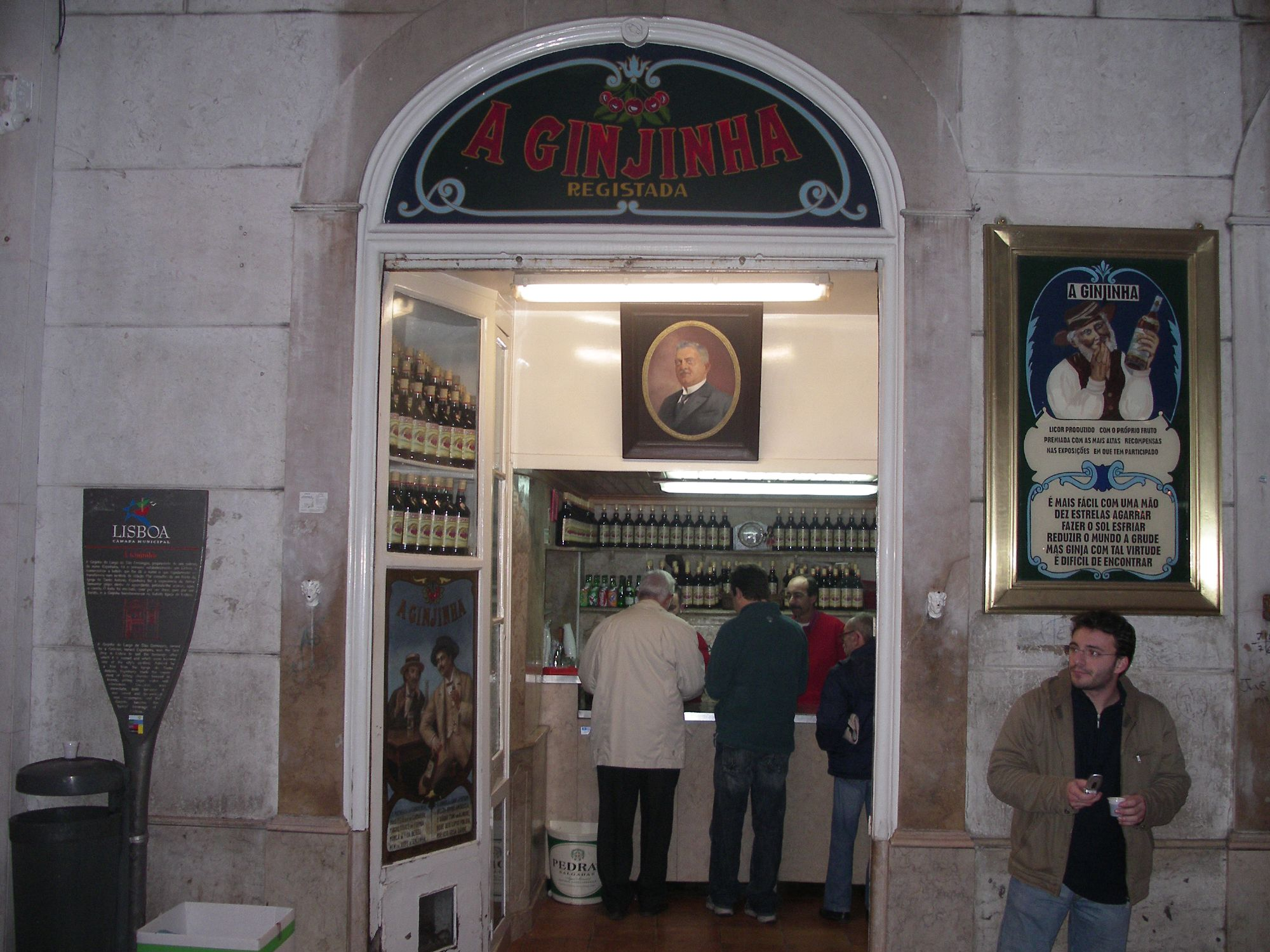
Bar „A Ginjinha“ in Lissabon

A Ginjinha (auch Ginjinha Espinheira) ist ein Stehausschank im Zentrum der portugiesischen Hauptstadt Lissabon.

## Geschichte
Die Bar wurde 1840 an der Südseite des Largo de São Domingos von dem aus Galicien stammenden Francisco Espinheira eröffnet. Ein Bruder aus der Igreja de Santo António hatte ihm gezeigt, wie man Sauerkirschen gärt. Er fügte Zucker, Wasser und Zimt dazu und kreierte damit den Likör Ginja. Dieser wurde bald zum traditionellen Getränk Lissabons. Heute wird die Bar in fünfter Generation geführt. Angeschlossen ist eine Ginjaproduktion, die unter anderem in die Vereinigten Staaten exportiert.
Den Eingang der Bar schmücken kunstvolle bemalte Glasscheiben, Verse und historische Plakate.